# Markus Ogorek

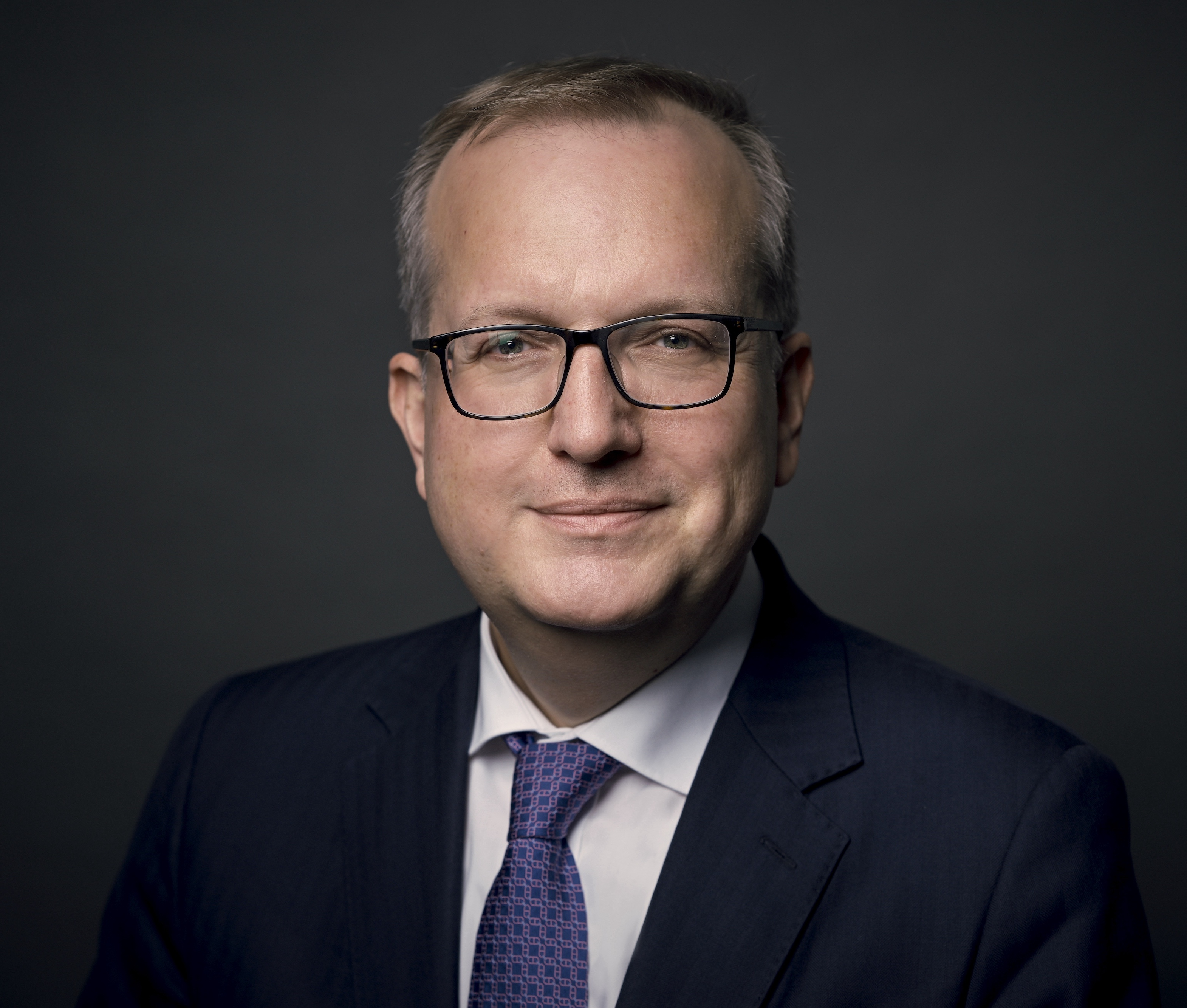
Markus Ogorek, 2022

Markus Ogorek (* 12. November 1974 in Oberhausen) ist ein deutscher Rechtswissenschaftler. Er ist seit 2020 Direktor des Instituts für Öffentliches Recht und Verwaltungslehre der Universität zu Köln. Von 2016 bis 2020 war er Präsident der privaten EBS Universität für Wirtschaft und Recht.

## Leben
Ogorek studierte Rechtswissenschaft an der Ruhr-Universität Bochum und der Universität Salzburg. Ab 2000 war er wissenschaftlicher Mitarbeiter und später Assistent bei Stefan Muckel an der Universität zu Köln, bei dem er 2001 mit der Dissertation Geltung und Fortbestand der Verfassungsgarantie staatlichen Religionsunterrichts in den neuen Bundesländer promoviert wurde.
Im Anschluss absolvierte Ogorek ein LL.M.-Studium an der University of California, Berkeley (Boalt Hall) und arbeitete als Visiting Scholar an der Duquesne Law School in Pittsburgh, bevor er die New Yorker Anwaltsprüfung ablegte. Nach dem Rechtsreferendariat am Landgericht Köln setzte Ogorek sein Auslandsstudium 2005 an der University of Edinburgh als Teilnehmer des vom British Council geförderten European Young Lawyers Scheme fort.
Nach mehrjähriger Tätigkeit als Rechtsanwalt bei der Sozietät Linklaters erfolgte seine Habilitation 2012 mit der Arbeit Gefahrenabwehr im öffentlichen Raum – Polizeirechtliche Befugnisnormen auf dem Prüfstand von Gesetzesvorbehalt und Bestimmtheitsgebot und er erhielt die venia legendi für die Fächer Staats- und Verwaltungsrecht, privates und öffentliches Wirtschaftsrecht, Europarecht, ausländisches öffentliches Recht und Rechtsvergleichung, Sozialrecht und Religionsrecht.
Es folgte eine Lehrstuhl-Vertretung an der Johann Wolfgang Goethe-Universität Frankfurt am Main, bevor er 2013 den Lehrstuhl für Staats- und Verwaltungsrecht, Verwaltungswissenschaften, öffentliches und privates Wirtschaftsrecht an der EBS Universität für Wirtschaft und Recht übernahm. Zeitgleich war er Gastprofessor an der Universität Nanjing. Im Sommer 2014 wurde er in das Amt des Dekans der Rechtswissenschaftlichen Fakultät der EBS gewählt. 2016 wählte der Senat der EBS Universität für Wirtschaft und Recht ihn zum Universitäts-Präsidenten.
Im Sommer 2020 folgte Ogorek einem Ruf an die Universität zu Köln und trat dort die Nachfolge von Thomas von Danwitz als Direktor des Instituts für Öffentliches Recht und Verwaltungslehre an. Zudem leitet er gemeinsam mit Barbara Dauner-Lieb den dortigen deutsch-französischen Jura-Studiengang (Köln/Sorbonne) und ist stellvertretender Direktor der Adenauer School of Government – einer im Sommer 2025 gegründeten zentralen wissenschaftlichen Einrichtung der Kölner Universität auf den Feldern Governance, Public Policy und Administratives Sciences mit einem Fördervolumen von mindestens 100 Millionen Euro. Zuvor entwickelte und verantwortete Ogorek unter anderem den neuen Masterstudiengang zum Recht der Digitalisierung der Universität. Er engagiert sich unter anderem für moderne Lehre, ist Fellow für Innovationen in der digitalen Hochschullehre des Landes Nordrhein-Westfalen und wurde unter anderem für seine Dialogreihe „Kölner Gespräche zu Recht und Staat“ mit dem Universitätspreis ausgezeichnet.

## Forschung
Ogoreks Tätigkeiten erstrecken sich auf das Staatsrecht sowie auf das Verwaltungsrecht. Ein Forschungsschwerpunkt liegt im Recht der Gefahrenabwehr, zu dem er unter anderem im Rahmen der COVID-19-Pandemie in Deutschland, zum nachrichtendienstlichen Umgang mit der Partei Alternative für Deutschland sowie zur hybriden Kriegsführung Russlands vielfach öffentlich Stellung bezogen hat. Darüber hinaus forscht er auf den Gebieten des Kommunalrechts und des Baurechts. Seine wissenschaftliche Arbeit schließt überdies das Religionsrecht sowie das Sozialrecht ein. Er verantwortet für die rechtswissenschaftliche Ausbildungszeitschrift Juristische Arbeitsblätter die Rechtsprechungsübersicht zum Europarecht. Seit dem Frühjahr 2025 obliegt ihm zudem die regelmäßig erscheinende Kolumne „Alles, was Recht ist“ im Kölner Stadt-Anzeiger.
Ogorek leitet die Forschungsstelle Nachrichtendienste, die 2024 gegründet wurde und am Institut für Öffentliches Recht und Verwaltungslehre der Rechtswissenschaftlichen Fakultät der Universität zu Köln angesiedelt ist.

## Mitgliedschaften
Ogorek ist Mitglied der Vereinigung der Deutschen Staatsrechtslehrer, der Deutsch-Amerikanischen Juristen-Vereinigung und der Görres-Gesellschaft zur Pflege der Wissenschaft. Zudem ist er als Vertrauensdozent für die Studienstiftung des Deutschen Volkes tätig. Zeitweise war er auch Vertrauensdozent der Friedrich-Ebert-Stiftung.

## Schriften (Auswahl)
- Geltung und Fortbestand der Verfassungsgarantie staatlichen Religionsunterrichts in den neuen Bundesländern – Ein Beitrag zur Lehre vom sog. Verfassungswandel, Schriften zum Staatskirchenrecht. Peter Lang, Frankfurt 2004, ISBN 978-3-631-53052-8 (Dissertation).
- mit Stefan Muckel: Öffentliches Baurecht. 3.  Auflage. C.H. Beck, München 2018, ISBN 978-3-406-70762-9.
- mit Stefan Muckel und Stephan Rixen: Sozialrecht. In: Grundrisse des Rechts. 5., neu bearbeitete  Auflage. Beck, München 2019, ISBN 978-3-406-69027-3.
- mit Johannes Dietlein (Hrsg.): Kommunalrecht Hessen: Kommentar, C.H. Beck, München 2020, ISBN 978-3-406-74755-7.